# Liste deutscher Bezeichnungen belarussischer Orte
Deutschsprachige Ortsnamen in Belarus, diese sind zumeist über das Jiddische in den deutschen Sprachgebrauch gelangt.

## B
- Baranowitsch: Baranawitschy
- Butern: Byten

## D
- Dawidgrudek: Dawid-Horodok

## G
- Garten: Hrodna
- Gomel: Homel

## I
- Iwanitz: Iwenez

## J
- Januw bei Pinsk: Janiw

## K
- Kletzk: Klezk
- Korelitz: Karelitschy
- Kornitz: Kurenez

## L
- Lechowitz: Ljachowitschi
- Luninitz: Luninez

## N
- Neswitz: Njaswisch
- Nowogrudek: Nawahradak

## O
- Oschmene: Oschmjany

## P
- Pruschene: Pruschany

## R
- Radoschkowitz: Radoschkowitschi
- Ruschan: Ruschany

## S
- Swislowitz: Sislotsch

## T
- Turetz: Turez (Турец)

## W
- Wischnewe: Wischnowo
- Wolkowisk: Wolkowysk
- Woloschin: Waloschyn